# Accords de Paris sur le Cambodge de 1991
Pour les articles homonymes, voir Accords de Paris.
Les accords de Paris sur le Cambodge de 1991, signés le 23 octobre 1991, visent à mettre fin à la guerre civile entre, d'une part, l'État du Cambodge, incarné par le Parti révolutionnaire du peuple du Kampuchéa (PRPK), et, d'autre part, une coalition regroupant les forces khmères rouges (Kampuchéa démocratique) et celles du FUNCINPEC (royalistes) et du FNLPK (républicains).

## Historique

### Prélude du long chemin vers la paix
Le 25 décembre 1978, lorsqu’après plusieurs années d’incidents frontaliers, l’armée vietnamienne décide d’une offensive générale au Cambodge qui va provoquer la chute du régime khmer rouge, elle ouvre un nouvel avatar de ces « guerres par procuration » entre grandes puissances qui ont émaillé la seconde moitié du XXe siècle. En trois semaines, les troupes mal équipées et mal entraînées du Kampuchéa démocratique sont repoussées dans des portions de jungle à la frontière thaïlandaise d’où il sera difficile de les déloger. Sur le terrain, le conflit se limitera pendant plusieurs années à des offensives de l’armée vietnamienne en saison sèche afin de réduire les positions de ses adversaires, puis d’un retrait dès les premières pluies, avant que les moussons ne rendent les voies d’accès impraticables, laissant leurs ennemis reprendre le terrain perdu.

### Course à l'influence diplomatique
À l'instar d'autres conflits de la guerre froide, l'issue du conflit cambodgien se joue aussi sur le plan diplomatique où chaque camp fait jouer ses alliances. Dès le 11 janvier, le Viêt Nam met en place un nouveau gouvernement à Phnom Penh, composé essentiellement de Khmers Việt Minh, communistes cambodgiens réfugiés à Hanoï depuis les années 1950, et d'anciens cadres khmers rouges ayant fui les purges de Pol Pot. Les responsables khmers rouges peuvent pour leur part continuer à compter sur le soutien de la Chine populaire qui en représailles envahi les provinces septentrionales du Viêt Nam. La Thaïlande, quant à elle, ne voit pas d’un bon œil ces Bộ đội à ses frontières et craint que par un effet domino, elle soit la prochaine cible d’une soif d’expansion du régime de Hanoï. Elle donne donc une réponse favorable à la demande de tractations de Pékin qui va aboutir à l’arrêt du soutien chinois à la rébellion maoïste thaïlandaise en échange de l’appui de Bangkok à la guérilla khmère rouge. Elle entraîne dans son sillage les autres pays de l’ASEAN qui vont s’impliquer avec une diligence variée suivant les pays. Singapour, qui a tissé des relations de longue date avec la Chine lui emboîte rapidement le pas, mais l’Indonésie, où Soeharto avait éliminé quinze ans plus tôt les partisans et sympathisants communiste pour prendre le pouvoir, se montre plus réticente à coopérer avec Pékin. Les États-Unis, pour leur part, ne peuvent manquer d’assimiler l’intervention vietnamienne à un nouvel avatar de l’expansion soviétique dans le monde qui sera l’un des principaux thèmes de la campagne qui permettra à Ronald Reagan de se faire élire président. Ils ne seront donc pas long à se ranger derrière un camp qui comprend déjà leurs fidèles alliés de l’ASEAN et n’ont pas trop de mal à entraîner derrière eux les autres pays occidentaux qui sont peu enclins à se fâcher avec la Chine au moment où elle leur ouvre son immense marché. L’assemblée générale des Nations unies pour sa part, « regrettant profondément l’intervention armée de forces extérieures dans les affaires intérieures du Kampuchéa », refuse de reconnaître le gouvernement installé à Phnom Penh par les troupes de Hanoï et garde aux partisans de Pol Pot le droit de représenter leur pays devant les instances internationales alors qu’ils ne règnent plus que sur quelques parcelles de jungle. Le Viêt Nam doit pour sa part compenser la perte de revenus en provenance de l’occident par un rapprochement avec les pays du COMECON et accroît sa dépendance à l’aide soviétique.

## Réorganisation de la scène politique khmère
En octobre 1979, Son Sann, un ancien Premier ministre du Sangkum, fonde le Front national de libération du peuple khmer (FLNPK), une autre force de résistance contre la république populaire du Kampuchéa, par contre ouvertement anti-communiste, ce qui lui vaut le soutien rapide des États-Unis et d’anciens républicains khmers réfugiés à l'étranger. En mars 1981, c'est au tour du prince Norodom Sihanouk de créer sa propre formation, le Front uni national pour un Cambodge indépendant, neutre, pacifique et coopératif (FUNCINPEC).
Pour leur part, les partisans de Pol Pot se retrouvent rapidement au cœur d'un problème qui durera une décennie, entre une armée vietnamienne qui légitime son maintien pour empêcher le retour au pouvoir des dirigeants khmers rouges et une alliance sino-occidentale qui pour donner plus de poids à ses récriminations n’hésite pas à minimiser la portée des exactions commises dans le Kampuchéa démocratique et donne aux composantes non communistes de la résistance une importance qu’elles n’auront jamais sur le terrain.
Dans le même temps, les Nations unies avait adopté le 22 octobre 1980 la résolution 35/6 quant à la convocation d’une conférence sur le Kampuchéa qui aura lieu à New York en juillet 1981. 79 pays et 13 observateurs sont présents, mais ni l’URSS, ni le Viêt Nam, encore moins la république populaire du Kampuchéa, n’y participent, ce qui limite d’autant la portée des décisions qui pourraient être prises.

### Enlisement sur le plan militaire
Sur place, le conflit cambodgien est toujours dans l’impasse : les groupes de résistance ne parviennent pas à reprendre pied au Cambodge, pas plus que les Vietnamiens et le gouvernement de la république populaire du Kampuchéa ne parviennent à les éliminer. Le Viêt Nam comme l'URSS subissent le poids financier du conflit. En mars 1985, en Union soviétique, l'accession au pouvoir de Mikhaïl Gorbatchev change la donne : le nouveau secrétaire général du PCUS exprime dès 1986 le souhait de se rapprocher de la république populaire de Chine et le Viêt Nam se voit en conséquence conseiller de régler ses différends avec Pékin. Cause ou non de cette annonce, les nouveaux responsables vietnamiens semblent plus enclins que leurs prédécesseurs à laisser le Cambodge aux mains de dirigeants plus indépendants à leur égard, tant qu'ils ne permettent pas pour autant un retour du régime khmer rouge ni ne remettent en cause la sécurité au sud du Viêt Nam. Envisageant dès lors de retirer ses troupes du Cambodge, le Viêt Nam entreprend de faire reconnaître la république populaire du Kampuchéa sur le plan international. Pour cela, des négociations sont nécessaires avec le Gouvernement de coalition du Kampuchéa démocratique formé par les groupes de résistance : ne souhaitant pas les mener lui-même, le gouvernement vietnamien encourage la RPK à dialoguer directement avec ses adversaires. La Chine se montrant hostile, le Viêt Nam annonce le retrait de ses troupes du Laos et du Cambodge. Du côté khmer rouge, Pol Pot démissionne en 1986 de son poste de chef des armées au profit de Son Sen. Ce changement est présenté comme une volonté de se conformer à une des conditions posée par le pouvoir de Phnom Penh pour ouvrir des pourparlers. Toutefois, peu d’observateurs sont dupes du stratagème ; en fait il semble que ce changement est surtout dicté par les problèmes de santé de l’ancien Premier ministre du Kampuchéa démocratique qui se fera hospitaliser pendant un an à Pékin. En mars de la même année, les pays de l’ASEAN évoquent quant à eux pour la première fois leur volonté d’incorporer la république populaire du Kampuchéa dans des pourparlers.

## Voie vers les négociations
En août 1987, le gouvernement de Phnom Penh propose d’inclure les membres de la résistance « à l’exception de la faction khmère rouge » dans un gouvernement d’union nationale. La voie vers des négociations est ouverte et le 3 décembre, une rencontre entre Hun Sen et l’ancien monarque a lieu en France, à la Fère-en-Tardenois, puis une seconde à Saint-Germain-en-Laye les 20 et 21 janvier 1988. Si ces entrevues ne débouchent sur aucun résultat probant, elles permettent néanmoins aux deux protagonistes de se rencontrer et d’échanger leurs points de vue.
Afin de faciliter ces négociations de paix, le Viêt Nam annonce, le 26 mai 1988, que toutes ses forces auront quitté le Cambodge en mars 1990. Pékin accepte dès lors de ne plus soutenir la résistance cambodgienne en échange d'un calendrier de retrait précis. Le Viêt Nam concède de se retirer dès septembre 1989 : le 5 avril 1989, le retrait unilatéral et sans conditions de l'armée vietnamienne sera confirmé,. Les opposants au régime de Phnom Penh en profitent pour améliorer leurs positions à l’ouest du pays. Les forces khmères rouges mettent ainsi la main sur les pierres précieuses et le bois exotique de la région de Pailin et donnent un moment l’impression de pouvoir prendre Battambang.
De nouvelles conversations sont alors organisées à l’initiative des pays de l’Association des nations de l'Asie du Sud-Est ; il s’agira des Jakarta Informal Meetings (« Réunions informelles de Jakarta ») (JIM) qui ont lieu près de la capitale indonésienne en juillet 1988 et février 1989 et qui réunissent des représentants des autorités de Phnom Penh et des trois mouvements de résistance. Si là aussi, les conversations ne débouchent sur aucun accord, elles démontent qu’une solution négociée est possible.
Au même moment, Chatichai Choonhavan, le nouveau Premier ministre thaïlandais, évoque la possibilité de normaliser les relations de son pays avec le Viêt Nam ; cela débouche, le 9 janvier 1989, sur la visite officielle à Hanoï de Siddhi Savetsila (en), le ministre thaïlandais des affaires étrangères, suivie, le 19 novembre 1990, par celle du président indonésien Soeharto.
En janvier 1989, la Chine accepte de laisser les « aspects nationaux » du conflit cambodgien aux parties concernées, signalant que pour elle, l'affaire redevient d'intérêt strictement local, et conseille aux parties cambodgiennes, y compris la RPK de se réconcilier.

### De la tutelle vietnamienne
Désormais reconnu comme interlocuteur par toutes les parties en présence, le gouvernement cambodgien entreprend de se défaire de son image de vassal du Viêt Nam. Les 29 et 30 avril 1989, l'Assemblée nationale entérine une révision constitutionnelle importante : la république populaire du Kampuchéa adopte le nouveau nom officiel d'État du Cambodge, modifie son drapeau et son hymne national ; le nouveau régime se proclame « neutre, pacifique et non aligné » ; le bouddhisme est déclaré religion nationale et la constitution inclut des garanties quant à la propriété privée et aux droits de l'homme.

### Coup de pouce indonésien, une tentative précoce
En juin 1989, Ali Alatas (en), le ministre des affaires étrangères indonésien est reçu à Paris par son homologue français, Roland Dumas. La question cambodgienne est naturellement évoquée durant les entretiens et les deux interlocuteurs conviennent de coordonner leurs actions respectives et d’organiser conjointement une conférence de paix qu’ils espèrent tenir à Paris le 30 juillet. Une entrevue préparatoire se tient à la Celle-Saint-Cloud le 24 juillet entre Hun Sen et Sihanouk, mais elle se solde par un échec. Le Premier ministre de l’État du Cambodge reproche à l’ancien monarque de s'abriter derrière le gouvernement de coalition pour revenir sur ses engagements alors que ce dernier, dans le style imagé qui le caractérise, déclare aux journalistes qu’ils ne se sont entendus sur rien, « sauf sur la qualité de la cuisine sino-cambodgienne ». Le lendemain, les deux autres formations cambodgiennes se joignent aux discussions mais rien ne permet de régler les différends apparus la veille. La conférence se tient néanmoins comme prévu une semaine plus tard avec les représentants de 19 pays et organisations dont James Baker, Edouard Chevardnadze, Geoffrey Howe, Qian Qichen ou Javier Pérez de Cuéllar. Comme les discussions préliminaires l’ont laissé présager, aucun accord n'est trouvé, mais les acteurs régionaux et internationaux peuvent néanmoins s’accorder sur les moyens de trouver une issue à la crise. Plusieurs commissions sont créées ; celle chargée du mécanisme international de contrôle et du cessez-le-feu sera présidée par le Canada et l’Inde, celle pour garantir la paix et la neutralité au Cambodge par le Laos et la Malaisie, celle sur la question des réfugiés et de la reconstruction par l’Australie et le Japon ; enfin, Norodom Sihanouk sera chargé d’un comité œuvrant pour la réconciliation nationale et la mise en place d’une instance devant représenter le Cambodge dans les futures tractations.

### À la chute du mur de Berlin
Peu après, en novembre 1989, la chute du mur de Berlin marque aussi la fin définitive du communisme à la soviétique et de l’aide au Viêt Nam. Le camp occidental se trouve paradoxalement privé de sa raison principale de soutenir la guérilla et la Chine a moins d’intérêt à aider des alliés khmers rouges encombrants et difficiles à gérer.
Les avancées se faisant attendre, Gareth John Evans, ministre australien des Affaires étrangères, propose au même moment de mettre le pays sous tutelle de l'ONU durant une période intermédiaire entre un cessez-le-feu et des élections ; le pouvoir de Phnom Penh s’empresse d’accepter, y voyant un bon moyen de prévenir un coup de force khmer rouge ; ces derniers, espérant pour leur part que cette subordination puisse mettre un terme à la prédominance du PRPK, le parti unique de l’État du Cambodge, sur l'administration du pays, se rallient eux aussi à cette idée.

### L'ONU se mobilise
Les 15 et 16 janvier 1990, les cinq membres permanents du conseil de sécurité des Nations unies acceptent de prendre en charge le règlement de la question cambodgienne et se mettent d’accord sur un plan qui doit servir de base à de futures négociations. Cette ébauche prévoit notamment de vérifier le retrait de toute force étrangère, la présence temporaire de troupes onusiennes chargées d’assurer l’ordre public ainsi que l’organisation d’élections « libres et équitables », la supervision de l’ensemble du processus par un représentant nommé par le secrétaire général des Nations unies et enfin la création d’une instance dépositaire de la souveraineté du pays pendant la période transitoire. Le plan sera finalisé lors d’une nouvelle réunion du conseil de sécurité les 27 et 28 août 1990 à New York. Il comporte cinq chapitres ; le premier traite des pouvoirs délégués aux instances internationales. Les cinq ministères « majeurs » (affaires étrangères, défense, finances, information et intérieur) seraient ainsi mis sous tutelle alors que l’instance qui ne s’appelle pas encore Conseil national supérieur (CNS), peut émettre des avis sur la manière d'administrer, mais le représentant du secrétaire général des Nations unies n’est pas tenu de les suivre. La seconde section décrit les missions militaires de la force onusienne, à savoir procéder au désarmement des différentes factions, initier le déminage du pays et contrôler le cessez le feu ainsi que le retrait des troupes et conseillers vietnamiens. Le troisième volet élabore les conditions requises pour organiser des élections démocratiques desquelles doit sortir une assemblée qui, après avoir été mise en place et approuvé une constitution, se transformerait en assemblée nationale. Le quatrième chapitre décrit les mesures à prendre pour garantir le respect des droits de l’homme et éviter un « retour aux politiques et aux pratiques du passé ». Enfin, la cinquième section demande solennellement aux différentes parties cambodgienne de préserver et défendre l’indépendance de leur pays, « sa souveraineté, son intégrité et son inviolabilité territoriales, son unité nationale ainsi que sa neutralité perpétuelle ».

#### Le spectre des «rouges»
Mais les pourparlers traînent toujours, l'État du Cambodge se montrant hostile à toute participation khmère rouge dans un éventuel futur gouvernement de coalition. Ces embûches font penser que certains intervenants utiliseraient des manœuvres dilatoires en vue de préparer une solution alternative pour sortir de la crise. La rapidité avec laquelle les relations entre anciens pays communistes ennemis semblent s’estomper fait alors craindre un moment que le conflit puissent trouver son issue dans une « solution rouge » qui résulterait d’un accord entre Chinois, Soviétiques et Viêtnamiens dont l’ASEAN et les pays occidentaux seraient exclus.
Déjà, du 15 au 20 janvier 1989, Dinh Nho Liem, le vice-ministre des affaires étrangères vietnamien s’était rendu à Pékin pour une visite « privée », alors que du 3 au 7 septembre 1990, un rendez-vous secret a lieu à Chengdu, en Chine, entre Nguyễn Văn Linh, secrétaire général du Parti communiste vietnamien, Phạm Văn Đồng, l’ancien président du conseil des ministres de la République socialiste du Viêt Nam, Đỗ Mười, le chef de gouvernement du Viêt Nam, Jiang Zemin, secrétaire général du Parti communiste chinois et Li Peng, le Premier ministre de la république populaire de Chine pour préparer la venue à Pékin, qui sera effective du 5 au 7 novembre 1991, d’une délégation conduite par Đỗ Mười, devenu entretemps secrétaire général du Parti communiste vietnamien et Võ Văn Kiệt, le nouveau Premier ministre, pour officialiser le rétablissement des relations diplomatiques entre les deux pays. Lors de toutes ces entrevues, la question cambodgienne est évoquée .
Réaction à ce rapprochement ou pas, les États-Unis invitent eux-aussi le Viêt Nam à initier des pourparlers. Les dirigeants de Hanoï, toujours méfiants à l’égard de leurs homologues de Pékin et de surcroît conscients qu’ils ne peuvent plus rien attendre de Moscou, accueillent favorablement la proposition américaine et une rencontre entre les représentants des deux pays se tient à New York les 27 et 28 août 1990. Dès le 5 septembre, le secrétaire d'État des États-Unis James Baker, annonce l’ouverture de discussions directes avec l'État du Cambodge, puis, le 29 septembre, rencontre Nguyễn Cơ Thạch (en), le ministre vietnamien des affaires étrangères. Le 9 avril 1991, les États-Unis présentent au Viêt Nam un calendrier de normalisation des relations entre les deux pays.
Après le retrait des puissances étrangères, le conflit cambodgien devient une simple guerre civile entre l'État du Cambodge et le Gouvernement de coalition du Kampuchéa démocratique. Mais il faudra attendre un troisième JIM, les 9 et 10 septembre 1990 pour que soit élaboré le projet d’un Conseil national suprême (CNS) qui deviendrait le représentant officiel du Cambodge à l’international ; il est composé de 2 membres de chaque faction de la résistance et de 6 délégués du gouvernement de Phnom Penh. Le projet est approuvé le 26 novembre 1990 par les cinq membres permanents du Conseil de sécurité.
Une nouvelle réunion se tient à Paris du 21 au 23 décembre entre les quatre factions cambodgiennes. En ouverture, Roland Dumas, ministre français des Affaires étrangères, en tant que représentant des grandes puissances met en garde : « le monde a changé. D’autres priorités requièrent et requerront notre attention. La communauté internationale ne peut se pencher indéfiniment sur le sort du Cambodge si les Cambodgiens n’ont pas la volonté politique d’aboutir ». L’État du Cambodge émet des réserves sur le plan proposé concernant le désarmement qu’il ne voudrait voir effectif qu’après la tenue des élections et demande des garanties contre le démantèlement de ses ministères.

#### FUNCINPEC, FNLPK, Khmers rouges et gouvernement de la république populaire du Kampuchéa à la table des négociations
Les quatre parties se retrouvent les 24 et 25 juin 1991 à Pattaya en Thaïlande puis le 17 juillet 1991, à Pékin ; ils acceptent la mise sous tutelle internationale du Cambodge jusqu’à la tenue d’élections organisées sous l’égide d’une autorité provisoire des Nations unies qui sera l’APRONUC et choisissent Sihanouk comme président du CNS,.
Une nouvelle réunion a lieu à New York en septembre en présence des membres permanents du Conseil de sécurité des Nations unies pour régler les derniers détails et il est convenu de se retrouver à Paris le 23 octobre pour la signature des accords.

#### Parti populaire cambodgien en héritier
Les 17 et 18 octobre, au cours d’un congrès extraordinaire, le Parti révolutionnaire du peuple du Kampuchéa, la formation au pouvoir à Phnom Penh, opère les changements nécessaires pour participer à des élections ; il abandonne toute référence au marxisme-léninisme, adopte le multipartisme et l’économie de marché. Enfin, il prend le nom de Pracheachon, traduit en français par Parti du peuple cambodgien qu’utilisait déjà la vitrine officielle du parti communiste du Kampuchéa dans les années 1950 et 1960.

## Les accords
Les accords sont finalement signés à Paris, au Centre des conférences internationales de l’avenue Kléber,.
Ils sont co-présidés par la France et l’Indonésie et entérinent la mise sous tutelle du Cambodge par les Nations unies jusqu’à la tenue d’élections et l’adoption d’une constitution.
Au premier rang des intervenants se trouvent les 12 membres du Conseil national suprême cambodgien :
- Les représentants de l'État du Cambodge : Hun Sen, Dith Munty (en), Sin Sen, Tea Banh (en), Hor Namhong, Im Chhun Lim (en) ;
- Les représentants khmers rouges : Khieu Samphân, Son Sen ;
- Les représentants du Front national de libération du peuple khmer : Son Sann, Ieng Mouly (en) ;
- Les représentants du FUNCINPEC : le prince Norodom Ranariddh et Norodom Sihanouk, en outre président du Conseil national suprême.

Les accords sont également paraphés par les représentants de l'Organisation des Nations unies et de 18 pays :
- La Chine, les États-Unis, la France, le Royaume-Uni et l'Union des républiques socialistes soviétiques en tant que membres permanents du Conseil de sécurité des Nations unies ;
- L'Indonésie, la Malaisie, les Philippines, Singapour et la Thaïlande en tant que membres de Association des nations de l'Asie du Sud-Est ;
- Le Zimbabwe puis la Yougoslavie en tant que représentant du mouvement des non-alignés ;
- L'Australie, Brunei, le Canada, l'Inde, le Japon, le Viêt Nam et le Laos.

### Textes consécutifs
Ce seront finalement quatre documents qui seront ratifiés : un accord pour un règlement politique global du conflit du Cambodge, un accord relatif à la souveraineté, l’indépendance, l’intégrité et l’inviolabilité territoriales, la neutralité et l’unité nationale du Cambodge, une déclaration sur le relèvement et la reconstruction du Cambodge et enfin l’acte final de la Conférence de Paris sur le Cambodge. Le premier nommé comprend 32 articles et 5 annexes. La première décrit le mandat de ce qui deviendra l’autorité provisoire des Nations unies au Cambodge (APRONUC) ; la seconde traite du retrait des forces étrangères et du cessez-le-feu ; la troisième définit l’organisation des élections ; la quatrième se focalise sur le rapatriement des réfugiés alors que la cinquième fixe les règles auxquelles devra adhérer la nouvelle constitution.
En vertu des accords, dès leur signature, l’administration du pays est transmise à l’organisation des Nations unies. En attendant la mise en place de l’APRONUC, conformément à ce qui avait été approuvé par les quatre factions cambodgiennes à Pékin le 17 juillet, une mission préparatoire (MIPRENUC) est envoyée au Cambodge dès le 4 novembre.

## Conséquences

### Collégialité compromise
Les formules ampoulées des textes qui ont permis d’obtenir l’assentiment de quatre factions dont les idéaux étaient aussi opposés que pouvaient l’être ceux de groupes maoïste, communiste prosoviétique, royaliste et républicain, ne vont pas tarder à montrer leurs limites.
Un bon exemple est la clause qui « appelle des mesures spéciales pour assurer ... le non-retour à la politique et aux pratiques du passé ». Si à l’origine il s’agissait de condamner les crimes du régime khmer rouge, la formulation en avait tant été édulcorée pour pouvoir être acceptée par toutes les parties que chacune d’entre elles pouvaient y voir une référence aux errements des systèmes politiques mis en place par les autres signataires.

### Devenir des influences étrangères
Le principal sujet de discorde vient de la demande de vérifier que « toutes les catégories de forces étrangères, conseillers étrangers et personnels militaires étrangers demeurant au Cambodge, ainsi que leurs armes, munitions et équipements, seront immédiatement retirés du Cambodge et n’y seront pas renvoyés ». Il s’agit en fait de s’assurer que les troupes vietnamiennes avaient bien été retirées du Cambodge comme Hanoï l’avait affirmé en avril 1989. Mais une incompréhension va vite poindre. Là où les troupes internationales cherchent des « unités militaires organisées » qu’elles ne trouvent pas, les opposants de la république populaire, comme une grande partie de la population cambodgienne se plaignent de la recrudescence de l’immigration vietnamienne depuis 1979, considérant ces arrivants ainsi que tout individu d’origine Kinh, fût-il installé depuis plusieurs générations, comme les agents d’une vietnamisation rampante du pays alors que le gouvernement de Hanoï prétend pour sa part qu’il ne s’agit pour l’essentiel que d’une partie des personnes chassées par la République khmère et le Kampuchéa démocratique dans les années 1970.
En fait, le problème fondamental concerne l’attente que chacun a de la mission de l'APRONUC. L’échec du désarmement des forces khmères rouges sera souvent évoqué par la suite. Le démantèlement de l’administration de la république populaire du Kampuchéa où le plus petit fonctionnaire du plus petit village doit être membre du PRPK, devenu entre-temps le Parti du peuple cambodgien (PPC), est aussi attendu. Enfin les cadres du FUNCINPEC et du parti libéral démocratique bouddhiste (PLDB) dont la plupart ont émigré dès 1975 et n’ont pas directement vécut les exactions des dirigeants khmers rouges ni celles du régime pro-vietnamien, espèrent profiter de leur connaissance des langues et des cultures occidentales pour s’imposer en intermédiaire des instances internationales dans la reconstruction du pays.

### Désaveu public des Khmers rouges
Le premier accroc intervient dès novembre 1991 quand, conformément aux accords, Khieu Samphân et Son Sen viennent à Phnom Penh pour y ouvrir une antenne du mouvement khmer rouge. Ils échappent de peu au lynchage par une foule en colère. Leur fuite humiliante sous la protection de la police de l’État du Cambodge sera reprise par bon nombre de média occidentaux.
Peu après, la faction khmère rouge choisit de ne pas tenir ses engagements, notamment le désarmement de ses troupes, au prétexte que la présence de citoyens vietnamiens au Cambodge contrevient au retrait de toute force étrangère stipulé par les accords de Paris et refuse aux troupes onusiennes, au besoin par les armes, l’accès des zones qu’elle contrôle. Les autres formations, qui ont tout à perdre à rompre le processus de paix, décident de rester à la table des négociations où les Nations unies ne peuvent pas contraindre le gouvernement de Phnom Penh, inquiet de voir les partisans de Pol Pot conserver leur pouvoir de nuisance, à démanteler son administration ; tout au plus peuvent-ils proposer leurs moyens logistiques aux partis victimes de tracasseries bureaucratiques dans l’organisation de leur campagne électorale.

### Premiers pas vers la démocratie
Contre toute attente, les élections de 1993 sont un succès en ce qui concerne la participation, et ce malgré les menaces khmères rouges d’entraver le scrutin. Près de 90 % des inscrits choisissent parmi les 3 200 candidats présentés par les 20 partis en lice. Concernant les résultats proprement dit, si le FUNCINPEC remporte le plus de voix et de siège, les résultats restent serrés. Le PPC obtient la majorité des voix dans 11 provinces et le FUNCINPEC (royalistes) dans 10. En nombre de sièges, chacun des deux partis décroche la première place dans 9 provinces et sont à égalité dans 3 autres. Toutefois, si la formation royaliste domine 5 des 6 provinces les plus peuplées, elle obtient des résultats honorables dans l’ensemble du pays, profitant de la référence à Norodom Sihanouk et au royaume du Cambodge, considéré comme un âge d’or par la plupart des Cambodgiens. De son côté, le Parti du peuple cambodgien subit une usure du pouvoir après 14 ans à la tête du pays.

### Blocage du parti populaire
Le Parti du peuple cambodgien, qui a gardé la haute main sur l’administration, conteste les résultats et bloque un temps la mise en place de la nouvelle assemblée. Des tractations s’engagent et, par l’entremise de Sihanouk, un compromis est trouvé ; il est prévu de former une direction bicéphale  avec des postes ministériels répartis de manière équivalente entre les deux principales formations.
Au départ, la cohabitation ne se passe pas trop mal, chacun des deux grands partis renouant avec les vieilles tradition cambodgiennes clientélistes et profitant de leurs positions respectives pour revendre des ressources du pays ou détourner l’aide internationale au profit de leurs affidés. Au même moment, devant les défections grandissantes dans leurs rangs, plusieurs chefs d’unités khmers rouges décident de négocier leur ralliement et celui de leurs troupes à un des deux partis au pouvoir. Ces derniers, trop heureux de renforcer ainsi leur potentiel militaires, reçoivent les demandes avec intérêt, mais le phénomène en s’amplifiant va mettre à mal le fragile équilibre de la coalition gouvernementale, chaque camp craignant que l’autre en profite pour le supplanter. Le différend va dégénérer en conflit armé en 1997 qui se conclura à l’avantage du Parti populaire cambodgien. Hun Sen évincera Norodom Ranariddh, en prenant toutefois soin, afin de ne pas froisser la communauté internationale, de le remplacer au poste de premier Premier ministre par Ung Huot, un autre membre du FUNCINPEC (royalistes) plus conciliant à son égard. Mais malgré les apparences, l’ancien PRPK vient de prendre l’ascendant sur son rival. Dès les élections de 1998, il est majoritaire et Hun Sen devient seul Premier ministre. La formation royaliste n'est plus qu’une force d’appoint qui va s’émousser au fil du temps jusqu’à ne plus avoir de députés à partir de 2013.

### Problèmes de légitimité des scrutins
Le suffrage de 1998 va en outre conforter une tendance déjà observée en 1993 et qui se reproduira d’élections en élections. Ainsi, si le vote permet de choisir les futurs députés, ce premier volet a surtout pour but de montrer aux pays donateurs que les institutions qu’ils ont contribué à mettre en place fonctionnent toujours, mais sitôt les résultats connus, les partis minoritaires, et ce quelle que soit leur couleur politique, rejettent le suffrage en invoquant des irrégularités, refusent toute participation dans les instances nouvellement élues et tentent de bloquer les institutions. S’ensuivent des tractations dont la longueur dépend du poids de chacun, jusqu’à ce que la crise trouve un dénouement, généralement par une distribution de postes à responsabilité.